# Sinobaatar
Genre
Taxons de rang inférieur
- † Sinobaatar lingyuanensis Hu & Wang, 2002 (espèce type)
- † Sinobaatar xiei Kusuhashi et al., 2009
- † Sinobaatar fuxinensis Kusuhashi et al., 2009

Sinobaatar est un genre éteint de petits mammifères ayant vécu au cours du Crétacé inférieur de Liaoning (formation d'Yixian, biote de Jehol) en Chine.
Trois espèces ont été décrites pour le genre Sinobaatar : S. lingyuanensis, S. xiei et S. fuxinensis.

## Étymologie
Le nom de genre Sinobaatar est un mélange du latin « Sino– » pour « chinois » et du mongol « batyr », titre honorifique signifiant « héros ou grand guerrier ».

## Description
Ces fossiles font partie des multituberculés, un groupe mal connu de mammifères disparu du registre fossile à l'Oligocène. 
À la différence de la quasi-totalité des multituberculés qui ne sont connus que par leurs dents, l'holotype de Sinobaatar lingyuanensis est connu par un squelette presque complet,.
La longueur de l'animal, sans sa queue, est d'une dizaine de centimètres.
La présence de mâchoires presque complètes permet d'établir la formule dentaire de l'animal, :

## Paléobiologie

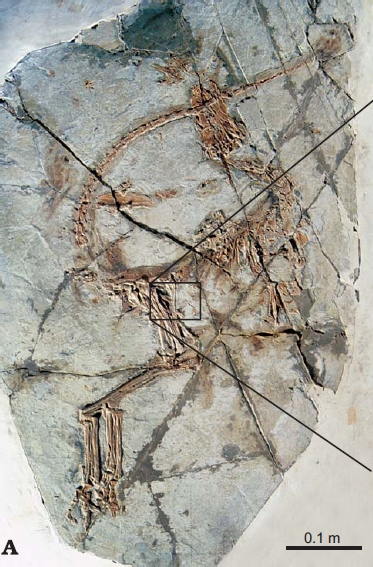
Squelette du dinosaure Sinosauropteryx avec dans son abdomen (rectangle noir, agrandi sur la photo en haut à droite de l'article), des mandibules de petits mammifères dont Sinobaatar.

En 2006, la découverte de restes de Sinobaatar dans l'abdomen d'un fossile de dinosaure à plumes, un théropode bipède carnassier du genre Sinosauropteryx, montre, au niveau de son abdomen, des restes de mandibules de petits mammifères : Sinobaatar et Zhangheotherium (voir photos). Ces petits mammifères étaient donc la proie, au moins occasionnelle, de dinosaures carnivores. 

## Classification
Sinobaatar démontre la position intermédiaire des Eobaataridae entre les multituberculés du Jurassique supérieur et ceux du Cénozoïque.